# Хлавица
Хлавица — река в России, протекает в Холмском районе Новгородской области (исток и примерно 800 метров русла) и Локнянском районе Псковской области. Река вытекает из озера Островисто. Далее течёт сначала на юго-запад, затем на юг. После впадения справа притока Карповка, направление течения меняется на восточное, а у деревни Чернецкое на южное. Устье реки находится у села Подберезье в 263 км по левому берегу реки Ловать. Длина реки составляет 41 км.
В Новгородской области по берегам реки населённых пунктов нет. В Псковской области река протекает по территории Подберезинской волости. По берегам расположены деревни: Кондратово (нежилая), Оболонье, Грива (нежилая), Ручейки, Бороватая, Усадьба, Иванисово Гоголевское, Гоголево, Холодец, Костелево, Чернецкое, Мартиниха (нежилая), Струйно и село Подберезье.

## Данные водного реестра
По данным государственного водного реестра России относится к Балтийскому бассейновому округу, водохозяйственный участок реки — Ловать и Пола, речной подбассейн реки — Волхов. Относится к речному бассейну реки Нева (включая бассейны рек Онежского и Ладожского озера).
Код объекта в государственном водном реестре — 01040200312102000023100.